# Сублімати
Субліма́ти (англ. sublimates, нім. Sublirnate n pl) — тверді речовини, що здатні переходити безпосередньо в газ і навпаки.
Наприклад, сполуки, які зустрічаються біля фумарол (хлориди Fe, Cu та інш.)., нальоти та нашарування(кора) на оголеннях гірських порід у районах підземних пожеж.